# Malibu (песня Майли Сайрус)
«... Мы словно волны, которые накатывают на берег и обратно.

Иногда мне кажется, что я тону,

Но ты спасаешь меня.

И я от всего сердца хочу сказать тебе «Спасибо».

Это начало новой жизни.

Мечта, ставшая явью в Малибу.»
«Malibu» — песня, записанная американской певицей Майли Сайрус для её шестого студийного альбома «Younger Now» . Выпущена 11 мая 2017 года лейблом RCA Records как лид-сингл. Слова песни написаны Сайрус, а музыка и продюсирование — ею и Ореном Йоэлем. Премьера песни состоялась 11 мая на Beats 1, и в тот же день она была выпущена для цифрового скачивания и потокового вещания. Песня оказалась коммерчески успешной, попав в топ-10 в США и на 11-е место в Великобритании. Песня «Malibu» стала девятой песней Сайрус, вошедшей в десятку лучших в чарте Billboard Hot 100. Песня получила мультиплатиновый сертификат в Австралии, Канаде, Норвегии и США.
В песне обсуждаются отношения Сайрус с её тогдашним женихом и коллегой по фильму «Последняя песня» австралийским актёром Лиамом Хемсвортом. Критики расценили песню «Malibu» как свидетельство того, что Сайрус стала более спокойной исполнительницей и отошла от своего прежнего противоречивого образа. В один день с песней был выпущен сопроводительный клип. В нём Сайрус предстает в различных белоснежных нарядах, резвясь в различных местах на открытом воздухе.

## История создания
После релиза бесплатного альбома Miley Cyrus & Her Dead Petz Сайрус начала работу над шестым альбомом. Она была судьёй в одиннадцатом сезоне американского шоу талантов «The Voice». В сентябре 2016 года снялась в сериале «Кризис в шести сценах».
В интервью изданию Billboard Майли подтвердила, что выход нового сингла «Malibu» с предстоящего шестого студийного альбома состоится 11 мая 2017 года. Название является отсылкой к Малибу; песня посвящена любви к Лиаму Хемсворту.
В том же интервью Сайрус сказала, что написала песню «Malibu» в автомобиле, когда ехала на телевидение для участия в первом дне шоу The Voice.
Сама Майли Сайрус сказала, что «Если бы мне кто-то сказал года три назад, что я выпущу такую песню, я бы не поверила. Я считаю, что это абсолютно гармонично — выражать свои чувства в музыке».
Продюсером сингла выступил Oren Yoel, с которым Майли уже работала над своими предыдущими альбомами.

## Композиция
«Malibu» это песня в стиле поп-рок. Журналист из журнала Spin описал её как «южнокалифорнийский софт-рок» («SoCal soft rock»). Она представлена в ключе соль-диез мажор с темпом 140 тактов в минуту.

## Продвижение
Сайрус впервые представила песню «Malibu» 13 мая 2017 года в живом исполнении на ежегодном концерте Wango Tango, проходившем на стадионе Стабхаб Сентер, расположенным на территории кампуса Университета штата Калифорния—Домингес-Хиллс в городе Карсон, в шестнадцати километрах к югу от центра Лос-Анджелеса, где была в качестве специального гостя. Она также планировала выступить с ней на церемонии вручения музыкальных наград 2017 Billboard Music Awards, что и произошло 21 мая 2017 года с участием её отца Билли Рэй Сайруса и младшей 17-летней сестры Ноа Сайрус.
Спустя сутки она исполнила эту песню на финальном концерте шоу The Voice.

## Отзывы
Песня получила положительные и смешанные отзывы музыкальных критиков и интернет-изданий: The New York Times (Джон Парелес описал эту песню как «красивую, насколько это может быть», сказав: «Единственный шок в том, что шока нет»), Rolling Stone, Forbes, Entertainment Weekly (Джои Нолфи: «Минимальный, освежающий и простой тон»), Pitchfork, Time, The New Yorker. Более критичными были другие отзывы, например от Variety. Журналист Энди Куш их журнала SPIN выразил смешанную реакцию на трек, сказав, что, хотя он может похвастаться «серьезной лирикой, непритязательной постановкой с хлопками в ладоши, чистыми электрическими гитарами и мягким гнусавым голосом, чтобы напомнить вам о её статусе как потомка кантри-звезды», он обнаружил, что трек был «крайне безобидным», и что персонаж Сайрус в «Малибу» выглядит «её самой преднамеренно построенной персоной», при этом уподобляя её звучанию стилю Шерил Кроу и Дона Хенли.

## Коммерческий успех
Сингл стал девятым в карьере певицы, достигшим лучшей десятки американского хит-парада Billboard Hot 100, впервые после «Wrecking Ball» (№ 1 в 2013 году).

## Музыкальное видео
Музыкальный видеоклип для песни «Malibu» вышел 11 мая 2017 года и был снят Сайрус вместе с американским клипмейкером и хореографом Дайаном Мартелом. В нём снялась сама Майли, резвящаяся на пляже, в цветах, под водопадом и у воды морского залива

## Список треков и форматов
| Digital download 1. «Malibu» — 3:51 Digital download — The Him Remix 1. «Malibu» (The Him Remix) — 3:38 Digital download — Tiësto Remix 1. «Malibu» (Tiësto Remix) — 3:19 Digital download — Lost Frequencies Remix 1. «Malibu» (Lost Frequencies Remix) — 3:20 | Digital download — Gigamesh Remix 1. «Malibu» (Gigamesh Remix) — 3:22 Digital download — Dillon Francis Remix 1. «Malibu» (Dillon Francis Remix) — 3:41 Digital download — Alan Walker Remix 1. «Malibu» (Alan Walker Remix Remix) — 3:06 |

## Кавер-версии
27 мая 2017 года вокальная группа Cimorelli выпустила свой акустический вариант песни «Malibu» на канале YouTube. В тот же день певица Ребекка Блэк также сделала кавер песни и сняла музыкальное видео на пляже в Малибу. В июне шведская группа Twenty One Two загрузила рок-версию песни на канал YouTube. Свои каверы записали несколько популярных видеоблогеров-ютюберов: Курт Хьюго Шнайдер, Мэдилин Бейли и Сэм Цуи.

## Чарты
| Чарт (2017)                                | Высшая позиция |
| ------------------------------------------ | -------------- |
| Аргентина (Monitor Latino)                 | 17             |
| Австралия (ARIA)                           | 3              |
| Австрия (Ö3 Austria Top 40)                | 8              |
| Бельгия/Фландрия (Ultratop 50)             | 27             |
| Бельгия/Валлония (Ultratip Bubbling Under) | 1              |
| Канада (Billboard Canadian Hot 100)        | 4              |
| Канада (Billboard AC)                      | 29             |
| Канада (Billboard CHR/Top 40)              | 17             |
| Канада (Billboard Hot AC)                  | 14             |
| Croatia (HRT)                              | 20             |
| Чехия (Rádio — Top 100)                    | 5              |
| Чехия (Singles Digitál Top 100)            | 4              |
| Дания (Tracklisten)                        | 14             |
| Euro Digital Songs (Billboard)             | 7              |
| Финляндия (Suomen virallinen lista)        | 12             |
| Франция (SNEP)                             | 14             |
| Германия (GfK)                             | 20             |
| Greece Digital Songs (Billboard)           | 4              |
| Guatemala (Monitor Latino)                 | 18             |
| Венгрия (Rádiós Top 40)                    | 26             |
| Венгрия (Single Top 40)                    | 15             |
| Венгрия (Stream Top 40)                    | 4              |
| Ирландия (IRMA)                            | 7              |
| Италия (FIMI)                              | 24             |
| Latvia (Latvijas Top 40)                   | 2              |
| Lebanon (Lebanese Top 20)                  | 20             |
| Mexico Airplay (Billboard)                 | 20             |
| Нидерланды (Dutch Top 40)                  | 12             |
| Нидерланды (Single Top 100)                | 30             |
| Новая Зеландия (Recorded Music NZ)         | 4              |
| Норвегия (VG-lista)                        | 4              |
| Paraguay (Monitor Latino)                  | 14             |
| Philippines (Philippine Hot 100)           | 17             |
| Польша (Polish Airplay Top 100)            | 25             |
| Португалия (AFP)                           | 12             |
| Шотландия (OCC Scotland)                   | 2              |
| Словакия (Rádio — Top 100)                 | 32             |
| Словакия (Singles Digitál Top 100)         | 3              |
| Slovenia (SloTop50)                        | 42             |
| Испания (PROMUSICAE)                       | 4              |
| Швеция (Sverigetopplistan)                 | 21             |
| Швейцария (Schweizer Hitparade)            | 16             |
| Великобритания (OCC UK Singles)            | 11             |
| Uruguay (Monitor Latino)                   | 13             |
| США (Billboard Hot 100)                    | 10             |
| США (Billboard Adult Contemporary)         | 22             |
| США (Billboard Adult Pop Airplay)          | 14             |
| США (Billboard Dance Club Songs)           | 1              |
| США (Billboard Pop Airplay)                | 16             |

## Сертификации
| Регион                                                                      | Сертификация          | Продажи   |
| --------------------------------------------------------------------------- | --------------------- | --------- |
| Австралия (ARIA)                                                            | 6× Платиновый         | 420 000   |
| Австрия (IFPI Austria)                                                      | Платиновый            | 30 000    |
| Бельгия (BEA)                                                               | Золотой               | 10 000    |
| Бразилия (ABPD)                                                             | 3× Платиновый         | 180 000   |
| Канада (Music Canada)                                                       | 3× Платиновый         | 240 000   |
| Дания (IFPI Danmark)                                                        | Платиновый            | 90 000    |
| Франция (SNEP)                                                              | Золотой               | 100 000   |
| Германия (BVMI)                                                             | Золотой               | 200 000   |
| Италия (FIMI)                                                               | Платиновый            | 50 000    |
| Мексика (AMPROFON)                                                          | 2× Платиновый+Золотой | 150 000   |
| Новая Зеландия (RMNZ)                                                       | Золотой               | 15 000    |
| Норвегия (IFPI Norway)                                                      | 4× Платиновый         | 240 000   |
| Польша (ZPAV)                                                               | Платиновый            | 20 000    |
| Португалия (AFP)                                                            | Золотой               | 5000      |
| Испания (PROMUSICAE)                                                        | Платиновый            | 40 000    |
| Швеция (GLF)                                                                | Платиновый            | 40 000    |
| Швейцария (IFPI Switzerland)                                                | Платиновый            | 20 000    |
| Великобритания (BPI)                                                        | Платиновый            | 600 000   |
| США (RIAA)                                                                  | 2× Платиновый         | 2 000 000 |
| Данные о продажах + прослушиваниях приведены только на основе сертификации. |                       |           |

## История релиза
| Страна         | Дата         | Формат                 | Версия                 | Лейбл | Ref.    |
| -------------- | ------------ | ---------------------- | ---------------------- | ----- | ------- |
| По всему миру  | 11 мая 2017  | Цифровая загрузка      | Оригинальная           | RCA   | [ 11 ]  |
| Италия         | 12 мая 2017  | Contemporary hit radio | Оригинальная           | Sony  | [ 116 ] |
| Великобритания | 12 мая 2017  | Contemporary hit radio | Оригинальная           | RCA   | [ 117 ] |
| США            | 15 мая 2017  | Hot adult contemporary | Оригинальная           | RCA   | [ 118 ] |
| США            | 16 мая 2017  | Contemporary hit radio | Оригинальная           | RCA   | [ 119 ] |
| Разные         | 9 июня 2017  | Цифровая загрузка      | The Him Remix          | RCA   | [ 36 ]  |
| Разные         | 23 июня 2017 | Цифровая загрузка      | Tiësto Remix           | RCA   | [ 37 ]  |
| Разные         | 23 июня 2017 | Цифровая загрузка      | Lost Frequencies Remix | RCA   | [ 38 ]  |
| Разные         | 23 июня 2017 | Цифровая загрузка      | Gigamesh Remix         | RCA   | [ 39 ]  |
| Разные         | 30 июня 2017 | Цифровая загрузка      | Dillon Francis Remix   | RCA   | [ 40 ]  |
| Разные         | 30 июня 2017 | Цифровая загрузка      | Alan Walker Remix      | RCA   | [ 41 ]  |